# Suzue Miuchi
Suzue Miuchi (美内すずえ?, Miuchi Suzue; Nishinomiya, 20 febbraio 1951) è una fumettista giapponese.
È nota per aver scritto e disegnato il noto manga Il grande sogno di Maya, iniziato nel 1976 ed ancora in corso, che per longevità e successo di pubblico è fra i titoli più importanti, influenti e significativi del fumetto giapponese.

## Biografia
Suzue Miuchi nasce nel sud del Giappone, a Nishinomiya, e passa la gioventù ad Osaka. Durante l'infanzia si appassiona ai fumetti di Osamu Tezuka, che la spingono a cominciare a disegnare le sue proprie creazioni. Debutta nel 1967, quando ancora frequentava le scuole superiori, con una storia breve sulla rivista Bessatsu Margaret (storicamente dedicata alle opere di emergenti). Nove anni e molte storie brevi dopo, la Miuchi si trasferisce alla rivista Hana to yume dove inizia la sua serie più importante, La maschera di vetro (adattato in Italia come Il grande sogno di Maya): ambientato nel mondo della recitazione, il fumetto ha riscosso un enorme successo che continua ancora oggi e che ha permesso la realizzazione di due anime ed un OAV in tre episodi; oltre al consenso di pubblico, la serie ha fatto vincere alla sua autrice nel 1995 il XXIV premio dell'Associazione dei Fumettisti Giapponesi, massimo riconoscimento del settore. Con gli anni, l'autrice ha diradato sempre più la sua produzione fino a giungere, dagli anni novanta in poi, a frapporre molti anni fra la pubblicazione di un volume e l'altro. Parallelamente a La maschera di vetro, l'autrice scrive opere brevi pubblicate su rivista e successivamente raccolte in tankōbon antologici; una di queste storie le ha consentito di vincere nel 1982 il prestigioso Premio Kodansha per i manga.